# Rinaldo Nocentini
Rinaldo Nocentini (Montevarchi, 25 de setembro de 1977) foi um ciclista italiano.

## Carreira
Rinaldo Nocentini é o atleta mais experiente da esquadra do Sporting CP/Tavira com participação nas maiores provas de renome mundial – Giro d’Itália, Tour de France, e Vuelta a Espanha, onde integrou equipas Protour, o mais alto escalão da modalidade. Ao longo da sua carreira alcançou resultados de relevo como a vitória no Giro da Toscana em 2003, a primeira etapa da Volta à Polónia em 2004, ou a 1ª etapa do Tour da Califórnia, em 2009.
Além das 17 presenças no Tour, no Giro e na Vuelta, conseguiu vitórias de relevo em termos internacionais no Tour do Mediterrâneo e no GP Miguel Indurain, entre outros.
No entanto, alcançou o seu resultado mais importante e mediático no Tour de France, onde vestiu a camisola amarela durante oito etapas em 2009.